# 園祥子
園祥子（1867年12月23日（慶應3年11月28日）—1947年（昭和22年）7月7日），明治天皇的側室，封典侍。伯爵園基祥次女。

## 家庭
與明治天皇共有：昭宮猷仁親王（夭折）、滿宮輝仁親王（夭折）、久宮靜子內親王（夭折）、常宮昌子內親王（竹田宮恒久王妃）、周宮房子內親王（北白川宮成久王妃）、富美宮允子內親王（朝香宮鳩彦王妃）、泰宮聰子內親王（東久邇宮稔彦王妃）、貞宮多喜子內親王（夭折）等2男6女。是明治天皇的五位側室裡最受寵愛的一個。